# Rich Swann
Richard Swann (* 15. Februar 1991 in Baltimore, Maryland, USA) besser bekannt unter seinem Ringnamen Rich Swann ist ein US-amerikanischer Wrestler, der von 2015 bis 2018 bei World Wrestling Entertainment unter Vertrag stand. Sein größter Erfolg ist der Gewinn der WWE Cruiserweight Championship.

## Karriere

### Independent-Ligen (2008–2015)
Am 23. August 2008 bestritt er bei der Wrestlingliga 	PWU: Wrestle-Reality sein erstes Match gegen Frankie Frizzo, welches er verlor. Danach bestritt er mehrere Matches in anderen Ligen, darunter: Combat Zone Wrestling, Dragon Gate USA, Pro Wrestling Guerrilla, Evolve, Full Impact Pro, Maryland Championship Wrestling und Jersey All Pro Wrestling. Swann trat auch für Ligen außerhalb der USA, in Europa auf. Er absolvierte Auftritte unter anderem für die deutsche Wrestlingliga Westside Xtreme Wrestling und der englische Wrestlingliga Revolution Pro Wrestling. Er feierte große Erfolge in den USA sowie auch in Europa und Japan. Bei Evolve gewann er mit Johnny Gargano die Open the United Gate Championship. Bei Full Impact Pro konnte er zwei Mal die FIP World Heavyweight Championship und konnte dort auch mit Roderick Strong die FIP Tag Team Championship gewinnen. Bei der japanischen Liga Dragon Gate konnte er die Open the Owarai Gate Championship gewinnen und mit Naruki Doi und Shachihoko Boy gewann er auch die Open the Triangle Gate Championship. Bei Revolution Pro Wrestling gewann er mit Ricochet die Undisputed British Tag Team Championship.

### World Wrestling Entertainment

#### NXT (2015–2016)
Im Sommer 2015 unterzeichnete Swann einen Vertrag bei World Wrestling Entertainment. Sein Debüt gab er am 30. Oktober 2015 bei einer NXT-Houseshow. Sein erstes Einzelmatch in der WWE bestritt er am 20. November 2015 bei einer NXT-Houseshow, als er gegen Riddick Moss verlor. Am 20. Januar 2016 gab er bei der NXT-Ausgabe sein Fernsehdebüt, als er gegen Baron Corbin verlor. Danach trat er bei NXT als Jobber auf. Am 31. März 2016 wurde Swann als einer der ersten Teilnehmer der Cruiserweight Classic bestätigt. Die Cruiserweight Classic begann am 23. Juni, bei der er in der ersten Runde Jason Lee besiegen konnte. Am 14. Juli 2016 wurde die zweite Runde aufgezeichnet. In der zweiten Runde konnte er sich gegen Lince Dorado durchsetzen. Im Viertelfinale, welches am 26. August 2016 stattfand, verlor er gegen den späteren Sieger T. J. Perkins. Am 23. Oktober nahm er mit No Way Jose an der  Dusty Rhodes Tag Team Classic 2016 teil. In der ersten Runde besiegten sie Drew Gulak und Tony Nese. In der zweiten Runde wurden sie von The Authors of Pain (Akam and Rezar), den späteren Siegern, eliminiert.

#### Main Roster (2016–2018)
Bei der Raw-Ausgabe vom 22. August 2016 wurde Swann als Teil der Cruiserweight-Division angekündigt. Er nahm am Cruiserweight Classic teil und schaffte es dort bis ins Viertelfinale.
Am 19. September 2016 debütierte Swann bei Raw und bestritt ein Fatal 4 Way Match gegen Cedric Alexander, The Brian Kendrick und Gran Metalik, welches The Brian Kendrick gewann. Beim Debüt der neuen Show WWE 205 Live am 29. November 2016 gewann Swann die WWE Cruiserweight Championship von The Brian Kendrick. Den Titel verlor er am 29. Januar 2017 beim Royal Rumble an Neville.
Am 10. Dezember 2017 wurde Rich Swann verhaftet. Er soll seine Ehefrau, die Wrestlerin Vannarah Riggs während eines Streits tätlich angegriffen und in sein Auto bugsiert zu haben. Daraufhin suspendierte die WWE Swann auf unbestimmte Zeit.  Am 25. Januar 2018 wurde er in allen Anklagepunkten aus Mangel an Beweisen freigesprochen. Am 15. Februar 2018 gab WWE auf ihrer Website die Auflösung des Vertrages bekannt.

### Independent-Szene
Rich Swann hatte nach der Auflösung seines Vertrages Auftritte für The Crash Lucha Libre, House of Hardcore und Southside Wrestling (Vereinigtes Königreich) sowie bei seiner alten Promotion Combat Zone Wrestling. Am 2. Juni 2018 debütierte Swann bei Major League Wrestling. Dort arbeitete er zunächst mit diversen Tag-Teams zusammen und versuchte sich anschließend, jedoch ohne größeren Erfolg als Einzelwrestler.

#### Impact Wrestling (seit 2018)
Parallel zu MLW begann er auch am 21. Juni 2018 für Impact Wrestling zu arbeiten. Dort durfte er am 6. Januar 2019 bei PPV Impact Wrestling Homecoming die vakante Impact X Division Championship in einem Match gegen Ethan Page, Jake Crist und Trey Miguel gewinnen. Den Titel hielt er 194 Tage und wurde bei den Impact Year End Awards mit dem Titel X-Division Star of the Year ausgezeichnet. Am 19. Juli 2019 verlor er den Titel gegen Jake Crist.

## Erfolge

### Titel
- Dragon Gate
  - 1× Open the Owarai Gate Championship
  - 1× Open the Triangle Gate Championship (mit Naruki Doi und Shachihoko Boy)

- Evolve
  - 1× Open the United Gate Championship (mit Johnny Gargano)

- Full Impact Pro
  - 1× FIP Tag Team Championship (mit Roderick Strong)
  - 2× FIP World Heavyweight Championship

- Impact Wrestling
  - 1× Impact World Championship
  - 1× Impact X Division Championship
  - Impact Year End Awards
    - X-Division Star of the Year (2019)

- NWA Florida Underground Wrestling
  - 1× FUW Flash Championship

- Pro Wrestling Illustrated
  - Platz 56 der besten 500 Single-Wrestler (2017)[17]

- Real Championship Wrestling
  - 1× RCW Cruiserweight Championship

- Revolution Pro Wrestling
  - 1× Undisputed British Tag Team Championship (mit Ricochet)

- SoCal Uncensored
  - Match of the Year mit Ricochet vs. DojoBros (Eddie Edwards und Roderick Strong) und The Young Bucks (Matt Jackson und Nick Jackson)[18]

- The Wrestling Revolver
  - 1× PWR Scramble Championship[19]
  - 1× PWR Tag Team Championship – mit Jason Cade

- World Wrestling Entertainment/WWE
  - 1× WWE Cruiserweight Championship